# Curling-Europameisterschaft 1998
Die Curling-Europameisterschaft 1998 der Männer und Frauen fand vom 5. bis 12. Dezember in Flims in der Schweiz statt.

## Turnier der Männer

### Teilnehmer

#### Gruppe A
| Dänemark | Deutschland | England | Finnland |
| --- | --- | --- | --- |
| Skip: Tommy Stjerne Third: Gert Larsen Second: Peter Andersen Lead: Ivan Frederiksen Alternate: Anders Søderblom    | Skip: Daniel Herberg Third: Sebastian Stock Second: Stephan Knoll Lead: Patrick Hoffman Alternate: Markus Messenzehl       | Skip: Martyn Deakin Third: Alan Turner Second: Stephen Hinds Lead: Mark Copperwheat Alternate: D. Michael Sutherland | Skip: Markku Uusipaavalniemi Third: Wille Mäkelä Second: Tommi Häti Lead: Jari Laukkanen Alternate: Raimo Lind    |
| Frankreich | Luxemburg | Niederlande | Norwegen |
| Skip: Jan Henri Ducroz Third: Spencer Mugnier Second: Thomas Dufour Lead: Lionel Tournier Alternate: Cyrille Prunet | Skip: Heribert Krämer Third: Emile Bartole Second: Thomas Schröder Lead: Hakan Lucius Alternate: Ole Rummel                | Skip: Floris van Imhoff Third: Christian Dupont-Roc Second: Rob Vilain Lead: Jaap Veerman                            | Skip: Tormod Andreassen Third: Niclas Järund Second: Stig-Arne Gunnestad Lead: Kjell Berg Alternate: Stig Høiberg |
| Schweden | Schweiz | Schottland | Wales |
| Skip: Peter Lindholm Third: Tomas Nordin Second: Magnus Swartling Lead: Peter Narup Alternate: Joakim Carlsson      | Skip: Felix Luchsinger Third: Werner Attinger Second: Thomas Grendelmeier Lead: Markus Luchsinger Alternate: Markus Foitek | Skip: Gordon Muirhead Third: David Smith Second: Peter Smith Lead: David Hay Alternate: John Muir                    | Skip: John Hunt Third: Chris Wells Second: Peter Williams Lead: Patrick Stone Alternate: Christopher Baker        |

#### Gruppe B
| Bulgarien | Italien | Österreich                                                                                     |
| --- | --- | ---------------------------------------------------------------------------------------------- |
| Skip: Lubomir Velinov Third: Ivaylo Petrov Second: Mirontcho Mirchev Lead: Kiril Kirilov Alternate: Stoil Gueorguiev | Skip: Claudio Pescia Third: Gian Paolo Zandegiacomo Second: Valter Bombassei Lead: Marco Mariani Alternate: Diego Bombassei | Skip: Joachim Märker Third: Markus Neumayr Second: Oswald Hopfensperger Lead: Markus Nothegger |
| Russland | Tschechien |                                                                                                |
| Skip: Alexei Zeloussow Third: Dmitri Ryjov Second: Matvei Vakin Lead: Victor Vorobiev                                | Skip: David Sik Third: Milan Polivka Second: Karel Hradec Lead: Pavel Mensik Alternate: David Havlena                       |                                                                                                |

### Round Robin

#### Gruppe A 1
| Schlüssel | Schlüssel          |
| --------- | ------------------ |
|           | Viertelfinale      |
|           | Challenge Play-off |

| Draw | Begegnung                 | Resultat | Begegnung               | Resultat | Begegnung             | Resultat |
| ---- | ------------------------- | -------- | ----------------------- | -------- | --------------------- | -------- |
| 1    | Deutschland – Niederlande | 6-5      | Schweiz – Wales         | 6-4      | Schweden – Luxemburg  | 6-5      |
| 2    | Deutschland – Schweiz     | 11-2     | Niederlande – Luxemburg | 11-4     | Schweden – Wales      | 7-4      |
| 3    | Schweiz – Luxemburg       | 5-4      | Schweden – Niederlande  | 6-4      | Deutschland – Wales   | 11-0     |
| 4    | Deutschland – Luxemburg   | 9-3      | Schweden – Schweiz      | 5-4      | Niederlande – Wales   | 7-1      |
| 5    | Schweden – Deutschland    | 7-4      | Wales – Luxemburg       | 9-4      | Schweiz – Niederlande | 9-3      |

| Platz | Team        | Spiele | Siege | Ndlg. |
| ----- | ----------- | ------ | ----- | ----- |
| 1.    | Schweden    | 5      | 5     | 0     |
| 2.    | Deutschland | 5      | 4     | 1     |
| 3.    | Schweiz     | 5      | 3     | 2     |
| 4.    | Niederlande | 5      | 2     | 3     |
| 5.    | Wales       | 5      | 1     | 4     |
| 6.    | Luxemburg   | 5      | 0     | 5     |

#### Gruppe A2
| Schlüssel | Schlüssel          |
| --------- | ------------------ |
|           | Viertelfinale      |
|           | Challenge Play-off |

| Draw | Begegnung             | Resultat | Begegnung               | Resultat | Begegnung             | Resultat |
| ---- | --------------------- | -------- | ----------------------- | -------- | --------------------- | -------- |
| 1    | Schottland – England  | 10-2     | Norwegen – Finnland     | 6-5      | Dänemark – Frankreich | 8-4      |
| 2    | Norwegen – Schottland | 7-6      | England – Frankreich    | 9-3      | Finnland – Dänemark   | 4-3      |
| 3    | Norwegen – Dänemark   | 8-3      | Schottland – Frankreich | 7-4      | Finnland – England    | 6-4      |
| 4    | Norwegen – Frankreich | 10-2     | Finnland – Schottland   | 3-2      | Dänemark – England    | 6-2      |
| 5    | Schottland – Dänemark | 8-2      | Finnland -Frankreich    | 6-5      | Norwegen – England    | 9-2      |

| Platz | Team       | Spiele | Siege | Ndlg. |
| ----- | ---------- | ------ | ----- | ----- |
| 1.    | Norwegen   | 5      | 5     | 0     |
| 2.    | Finnland   | 5      | 4     | 1     |
| 3.    | Schottland | 5      | 3     | 2     |
| 4.    | Dänemark   | 5      | 2     | 3     |
| 5.    | England    | 5      | 1     | 4     |
| 6.    | Frankreich | 5      | 0     | 5     |

#### Gruppe B
| Schlüssel | Schlüssel          |
| --------- | ------------------ |
|           | Challenge Play-off |

| Draw | Begegnung               | Resultat | Begegnung             | Resultat |
| ---- | ----------------------- | -------- | --------------------- | -------- |
| 1    | Österreich – Bulgarien  | 10-6     | Tschechien – Russland | 5-4      |
| 2    | Tschechien – Österreich | 9-3      | Russland – Italien    | 7-5      |
| 3    | Tschechien – Italien    | 7-5      | Russland – Bulgarien  | 11-1     |
| 4    | Italien – Bulgarien     | 12-3     | Russland – Österreich | 9-3      |
| 5    | Bulgarien – Tschechien  | 4-2      | Italien – Österreich  | 10-6     |

| Platz | Team       | Spiele | Siege | Ndlg. |
| ----- | ---------- | ------ | ----- | ----- |
| 1.    | Tschechien | 4      | 3     | 1     |
| 2.    | Russland   | 4      | 3     | 1     |
| 3.    | Italien    | 4      | 2     | 2     |
| 4.    | Österreich | 4      | 1     | 3     |
| 5.    | Bulgarien  | 4      | 1     | 3     |

#### Challenge Play-off
Die Sieger stehen im Viertelfinale, die Verlierer spielen um Rang 11.
| Spiel | Begegnung                | Resultat |
| ----- | ------------------------ | -------- |
|       | Dänemark – Russland      | 4-2      |
|       | Tschechien – Niederlande | 7-4      |

### Play-off

#### Um Rang 1–4
|  | Viertelfinale | Viertelfinale | Viertelfinale |  |  | Halbfinale | Halbfinale | Halbfinale |  |  | Finale           | Finale           | Finale           |
|  |               |               |               |  |  |            |            |            |  |  |                  |                  |                  |
|  |               | Schweden      | 9             |  |  |            |            |            |  |  |                  |                  |                  |
|  |               | Dänemark      | 6             |  |  |            |            |            |  |  |                  |                  |                  |
|  |               |               |               |  |  |            | Schweden   | 7          |  |  |                  |                  |                  |
|  |               |               |               |  |  |            | Finnland   | 6          |  |  |                  |                  |                  |
|  |               | Finnland      | 8             |  |  |            |            |            |  |  |                  |                  |                  |
|  |               | Schweiz       | 3             |  |  |            |            |            |  |  |                  |                  |                  |
|  |               |               |               |  |  |            |            |            |  |  |                  | Schweden         | 8                |
|  |               |               |               |  |  |            |            |            |  |  |                  | Schottland       | 5                |
|  |               | Schottland    | 6             |  |  |            |            |            |  |  |                  |                  |                  |
|  |               | Deutschland   | 3             |  |  |            |            |            |  |  |                  |                  |                  |
|  |               |               |               |  |  |            | Schottland | 4          |  |  |                  |                  |                  |
|  |               |               |               |  |  |            | Norwegen   | 3          |  |  | Spiel um Platz 3 | Spiel um Platz 3 | Spiel um Platz 3 |
|  |               | Norwegen      | 11            |  |  |            |            |            |  |  |                  | Norwegen         | 6                |
|  |               | Tschechien    | 2             |  |  |            |            |            |  |  |                  | Finnland         | 5                |

#### Um Rang 5–8
|  | Halbfinale | Halbfinale  | Halbfinale |  |         | Spiel um Rang 5 | Spiel um Rang 5 | Spiel um Rang 5 |
|  |            |             |            |  |         |                 |                 |                 |
|  |            |             |            |  |         |                 |                 |                 |
|  |            | Schweiz     | 6          |  |         |                 |                 |                 |
|  |            | Dänemark    | 5          |  |         |                 |                 |                 |
|  |            |             |            |  | Schweiz | 7               |                 |                 |
|  |            |             |            |  |         | Deutschland     | 1               |                 |
|  |            | Deutschland | 7          |  |         |                 |                 |                 |
|  |            | Tschechien  | 4          |  |         | Spiel um Rang 7 | Spiel um Rang 7 | Spiel um Rang 7 |
|  |            |             |            |  |         | 3               | Dänemark        | 9               |
|  | 4          | Tschechien  | 3          |  |         |                 |                 |                 |
|  |            |             |            |  |         |                 |                 |                 |

#### Platzierungsspiele
| Spiel      | Begegnung              | Resultat |
| ---------- | ---------------------- | -------- |
| Um Rang 9  | Niederlande – England  | 6-2      |
| Um Rang 11 | Russland – Wales       | 8-2      |
| Um Rang 13 | Frankreich – Luxemburg | 7-1      |

### Endstand
Die ersten 12 spielen 1995 in der Gruppe A
| Platz | Land        |
| ----- | ----------- |
| 1     | Schweden    |
| 2     | Schottland  |
| 3     | Norwegen    |
| 4     | Finnland    |
| 5     | Schweiz     |
| 6     | Deutschland |
| 7     | Dänemark    |
| 8     | Tschechien  |
| 9     | Niederlande |
| 10    | England     |
| 11    | Russland    |
| 12    | Wales       |
| 13    | Frankreich  |
| 14    | Luxemburg   |
| 15    | Italien     |
| 16    | Österreich  |
| 17    | Bulgarien   |

## Turnier der Frauen

### Teilnehmer
| Dänemark | Deutschland | England | Finnland |
| --- | --- | --- | --- |
| Skip: Helena Blach Lavrsen Third: Dorthe Holm Second: Trine Qvist Lead: Lisa Richardson Alternate: Jeanett Syngre     | Skip: Andrea Schöpp Third: Natalie Nessler Second: Heike Schwaller Lead: Jane Boake-Cope Alternate: Andrea Stock            | Skip: Joan Reed Third: June Swan Second: Glynnice Lauder Lead: Lesley Kemish Alternate: Fiona Turner                     | Skip: Anne Malmi Third: Jaana Jokela Second: Jaana Hämäläinen Lead: Tiina Kautonen                              |
| Frankreich | Italien | Luxemburg | Niederlande |
| Skip: Audé Bénier Third: Nadia Bénier Second: Laure Mutazzi Lead: Fabienne Morand Alternate: Tatiana Ducroz           | Skip: Giulia Lacedelli Third: Violetta Caldart Second: Sara Zandegiacomo Lead: Mariella Macchietto Alternate: Sandra Ruatti | Skip: Karen Wauters Third: Karen MacDougall Second: Stefanie Bless Lead: Mireille Fischbach Alternate: Anita Fürstenberg | Skip: Beatrice Miltenburg Third: Marijke Paulissen Second: Sylvia Van Der Pluijm Lead: Madeleine van den Houten |
| Norwegen | Russland | Schweden | Schweiz |
| Skip: Dordi Nordby Third: Hanne Woods Second: Marianne Haslum Lead: Marianne Aspelin Alternate: Kristin Tøsse Løvseth | Skip: Tatiana Smirnova Third: Irina Kolesnikova Second: Yana Nekrasova Lead: Marina Tcherepanova                            | Skip: Anette Norberg Third: Cathrine Lindahl Second: Helena Lingham Lead: Anna Blom Alternate: Eva Lund                  | Skip: Nadja Heuer Third: Carmen Küng Second: Sybil Bachofen Lead: Vera Heuer Alternate: Yvonne Schlunegger      |

| Schottland                                                                                              | Tschechien |
| --- | --- |
| Skip: Rhona Martin Third: Gail McMillan Second: Mairi Milne Lead: Janice Rankin Alternate: Claire Milne | Skip: Renée Lepiskova Third: Renata Kubinova Second: Jitka Papezova Lead: Simona Wrightova Alternate: Katerina Lepsikova |

### Round Robin

#### Gruppe A 1
| Schlüssel | Schlüssel     |
| --------- | ------------- |
|           | Viertelfinale |

| Draw | Begegnung                | Resultat | Begegnung               | Resultat | Begegnung                | Resultat |
| ---- | ------------------------ | -------- | ----------------------- | -------- | ------------------------ | -------- |
| 1    | Schweden – Niederlande   | 14-2     | Schweiz – England       | 10-7     | Finnland – Tschechien    | 13-2     |
| 2    | Schweiz – Tschechien     | 7-3      | Schweden – Frankreich   | 9-4      | Finnland – Niederlande   | 14-3     |
| 3    | Frankreich – England     | 7-1      | Schweden – Schweiz      | 10-5     | Niederlande – Tschechien | 10-4     |
| 4    | Schweden – England       | 6-4      | Frankreich – Tschechien | 8-6      | Schweiz – Finnland       | 7-3      |
| 5    | England – Tschechien     | 8-6      | Schweiz – Niederlande   | 12-1     | Finnland – Frankreich    | 9-8      |
| 6    | Frankreich – Niederlande | 12-3     | Finnland – England      | 7-3      | Schweden – Tschechien    | 10-3     |
| 7    | Schweden – Finnland      | 7-1      | England – Niederlande   | 11-5     | Schweiz – Frankreich     | 10-7     |

| Platz | Team        | Spiele | Siege | Ndlg. |
| ----- | ----------- | ------ | ----- | ----- |
| 1.    | Schweden    | 6      | 6     | 0     |
| 2.    | Schweiz     | 6      | 5     | 1     |
| 3.    | Finnland    | 6      | 4     | 2     |
| 4.    | Frankreich  | 6      | 3     | 3     |
| 5.    | England     | 6      | 2     | 4     |
| 6.    | Niederlande | 6      | 1     | 5     |
| 7.    | Tschechien  | 6      | 0     | 6     |

#### Gruppe A2
| Schlüssel | Schlüssel     |
| --------- | ------------- |
|           | Viertelfinale |

| Draw | Begegnung               | Resultat | Begegnung              | Resultat | Begegnung                | Resultat |
| ---- | ----------------------- | -------- | ---------------------- | -------- | ------------------------ | -------- |
| 1    | Deutschland – Luxemburg | 10-2     | Schottland – Norwegen  | 8-4      | Dänemark – Italien       | 8-6      |
| 2    | Italien – Luxemburg     | 7-4      | Norwegen – Russland    | 9-2      | Dänemark – Schottland    | 7-4      |
| 3    | Dänemark – Russland     | 7-3      | Schottland – Luxemburg | 9-4      | Deutschland – Italien    | 10-6     |
| 4    | Russland – Luxemburg    | 9-4      | Norwegen – Dänemark    | 6-5      | Schottland – Deutschland | 9-3      |
| 5    | Italien – Russland      | 8-5      | Dänemark -Luxemburg    | 15-1     | Deutschland – Norwegen   | 6-5      |
| 6    | Deutschland – Russland  | 4-3      | Norwegen – Luxemburg   | 11-3     | Schottland – Italien     | 9-2      |
| 7    | Schottland – Russland   | 10-2     | Deutschland -Dänemark  | 6-2      | Norwegen – Italien       | 15-2     |

| Platz | Team        | Spiele | Siege | Ndlg. |
| ----- | ----------- | ------ | ----- | ----- |
| 1.    | Schottland  | 6      | 5     | 1     |
| 2.    | Deutschland | 6      | 5     | 1     |
| 3.    | Norwegen    | 6      | 4     | 2     |
| 4.    | Dänemark    | 6      | 4     | 2     |
| 5.    | Italien     | 6      | 2     | 4     |
| 6.    | Russland    | 6      | 1     | 5     |
| 7.    | Luxemburg   | 6      | 0     | 6     |

### Play-off

#### Um Rang 1–4
|  | Viertelfinale | Viertelfinale | Viertelfinale |  |  | Halbfinale | Halbfinale  | Halbfinale |  |  | Finale           | Finale           | Finale           |
|  |               |               |               |  |  |            |             |            |  |  |                  |                  |                  |
|  |               | Dänemark      | 9             |  |  |            |             |            |  |  |                  |                  |                  |
|  |               | Schweden      | 4             |  |  |            |             |            |  |  |                  |                  |                  |
|  |               |               |               |  |  |            | Schottland  | 9          |  |  |                  |                  |                  |
|  |               |               |               |  |  |            | Schweiz     | 1          |  |  |                  |                  |                  |
|  |               | Deutschland   | 6             |  |  |            |             |            |  |  |                  |                  |                  |
|  |               | Finnland      | 3             |  |  |            |             |            |  |  |                  |                  |                  |
|  |               |               |               |  |  |            |             |            |  |  |                  | Deutschland      | 12               |
|  |               |               |               |  |  |            |             |            |  |  |                  | Schottland       | 4                |
|  |               | Schweiz       | 6             |  |  |            |             |            |  |  |                  |                  |                  |
|  |               | Norwegen      | 5             |  |  |            |             |            |  |  |                  |                  |                  |
|  |               |               |               |  |  |            | Deutschland | 7          |  |  |                  |                  |                  |
|  |               |               |               |  |  |            | Dänemark    | 6          |  |  | Spiel um Platz 3 | Spiel um Platz 3 | Spiel um Platz 3 |
|  |               | Schottland    | 5             |  |  |            |             |            |  |  |                  | Dänemark         | 10               |
|  |               | Frankreich    | 4             |  |  |            |             |            |  |  |                  | Schweiz          | 5                |

#### Um Rang 5–8
|  | Halbfinale | Halbfinale | Halbfinale |  |          | Spiel um Rang 5 | Spiel um Rang 5 | Spiel um Rang 5 |
|  |            |            |            |  |          |                 |                 |                 |
|  |            |            |            |  |          |                 |                 |                 |
|  |            | Schweden   | 11         |  |          |                 |                 |                 |
|  |            | Finnland   | 3          |  |          |                 |                 |                 |
|  |            |            |            |  | Schweden | 8               |                 |                 |
|  |            |            |            |  |          | Norwegen        | 2               |                 |
|  |            | Norwegen   | 6          |  |          |                 |                 |                 |
|  |            | Frankreich | 3          |  |          | Spiel um Rang 7 | Spiel um Rang 7 | Spiel um Rang 7 |
|  |            |            |            |  |          | 3               | Finnland        | 8               |
|  | 4          | Frankreich | 6          |  |          |                 |                 |                 |
|  |            |            |            |  |          |                 |                 |                 |

#### Platzierungsspiele
| Spiel      | Begegnung              | Resultat |
| ---------- | ---------------------- | -------- |
| Um Rang 9  | England – Italien      | 8-7      |
| Um Rang 11 | Russland – Niederlande | 7-3      |
| Um Rang 13 | Tschechien – Luxemburg | 8-7      |

### Endstand
| Platz | Land        |
| ----- | ----------- |
| 1     | Deutschland |
| 2     | Schottland  |
| 3     | Dänemark    |
| 4     | Schweiz     |
| 5     | Schweden    |
| 6     | Norwegen    |
| 7     | Finnland    |
| 8     | Frankreich  |
| 9     | England     |
| 10    | Italien     |
| 11    | Russland    |
| 12    | Niederlande |
| 13    | Tschechien  |
| 14    | Luxemburg   |